# Caius Sulpicius Peticus
Gaius Sulpicius Peticus est un homme politique de la République romaine au IVe siècle av. J.-C., de la gens patricienne des Sulpicii. Il a exercé plusieurs fonctions politiques et militaires de premier plan à Rome.

## Carrière publique
En 380 av. J.-C., il aurait été tribun militaire à pouvoir consulaire. Cette indication est incertaine, car il est possible qu'il soit confondu avec Servius Sulpicius Praetextatus, dont le premier tribunat militaire n'est pas indiqué et qui sera tribun militaire à pouvoir consulaire en 376 pour la seconde fois et en 370 pour la troisième fois.
En 366 av. J.-C., il est censeur ; une épidémie se déclenche à Rome et emporte son collègue, Sulpicius démissionne pour ne pas rester seul censeur et contrevenir à la coutume de parité des magistratures.
En 364 av. J.-C., il est consul avec Caius Licinius Stolon. Leur consulat est endeuillé par l'épidémie qui continue, et l’on tente d’apaiser les divinités par des lectisternes, puis comme l'épidémie persiste, par des hymnes accompagnés par des joueurs de flute étrusques, qui furent les premiers jeux scéniques organisés à Rome. Malgré cela, l'épidémie ne s'arrête pas.
En 361 av. J.-C., il est consul pour la seconde fois, mène campagne contre les Herniques et s'empare d'une de leurs villes, Ferentinum.
En 358 av. J.-C., il est nommé dictateur pour faire face à une incursion de Gaulois, redoutés des Romains. Il est vainqueur des Boïens grâce à la volonté d'en découdre de ses soldats, et par des ruses tactiques : il place en réserve les valets qui gardaient les bêtes de somme en les faisant monter sur les mulets, afin de faire croire à la présence de la cavalerie romaine et de faire paniquer les Gaulois qui se replient. Selon Appien, il ordonne à ses soldats du premier rang de lancer tous à la fois leurs pilums, puis de s'asseoir ensemble au plus vite jusqu'à ce que ceux du deuxième, du troisième et du quatrième rang en eussent fait de même. Ainsi, une fois leurs traits partis, les soldats devaient toujours s'accroupir pour que les dards ne les atteignissent pas, et quand ceux de la dernière ligne auraient lancé le javelot à leur tour, tous devaient s'élancer à la fois, et, en poussant des cris, en venir aux mains au plus vite. Les ennemis seraient frappés de terreur par cette grêle de traits suivie d'une si prompte attaque.
En 355 av. J.-C., il est consul pour la troisième fois, avec un collègue également patricien Marcus Valerius Poblicola, en contradiction avec les récentes lois licinio-sextiennes qui imposent un consul plébéien. Lorsque lui et son collègue organisent les élections pour les consuls suivants, l'agitation populaire est vive, les tribuns de la plèbe protestent contre cette entorse légale et entraînent une partie du peuple à déserter l’élection.
En 353 av. J.-C., il est consul pour la quatrième fois avec M. Valerius Publicola, de nouveau en violation des lois licinio-sextiennes. Sulpicius mobilise et conduit une armée contre la cité étrusque de Tarquinies, en conflit depuis plusieurs années contre Rome. Il alerte le Sénat sur la participation probable de Caere, une autre cité étrusque, au pillage des salines romaines. Le sénat décide de confier à un dictateur la conduite de la guerre contre Caere, ce qui interrompt le consulat de Sulpicius.
En 351 av. J.-C., les tensions politiques pour empêcher l’élection de consul plébéien persistent. Le dictateur Caius Iulius Iullus (en) tente de faire élire deux patriciens, en vain. Le sénat désigne Sulpicius comme interroi pour succéder au dictateur. L’interroi suivant M. Fabius organise l’élection, qui voit Sulpicius consul pour la cinquième fois. Il poursuit la guerre contre Tarquinies, et ravage son territoire jusqu’à la forcer à demander une trêve de quarante ans. L’élection d’un censeur étant nécessaire, Sulpicius et son collègue s’opposent à la candidature du plébéien Caius Marcius Rutilus, en vain car ce dernier est élu.